# The Phantom Hunter

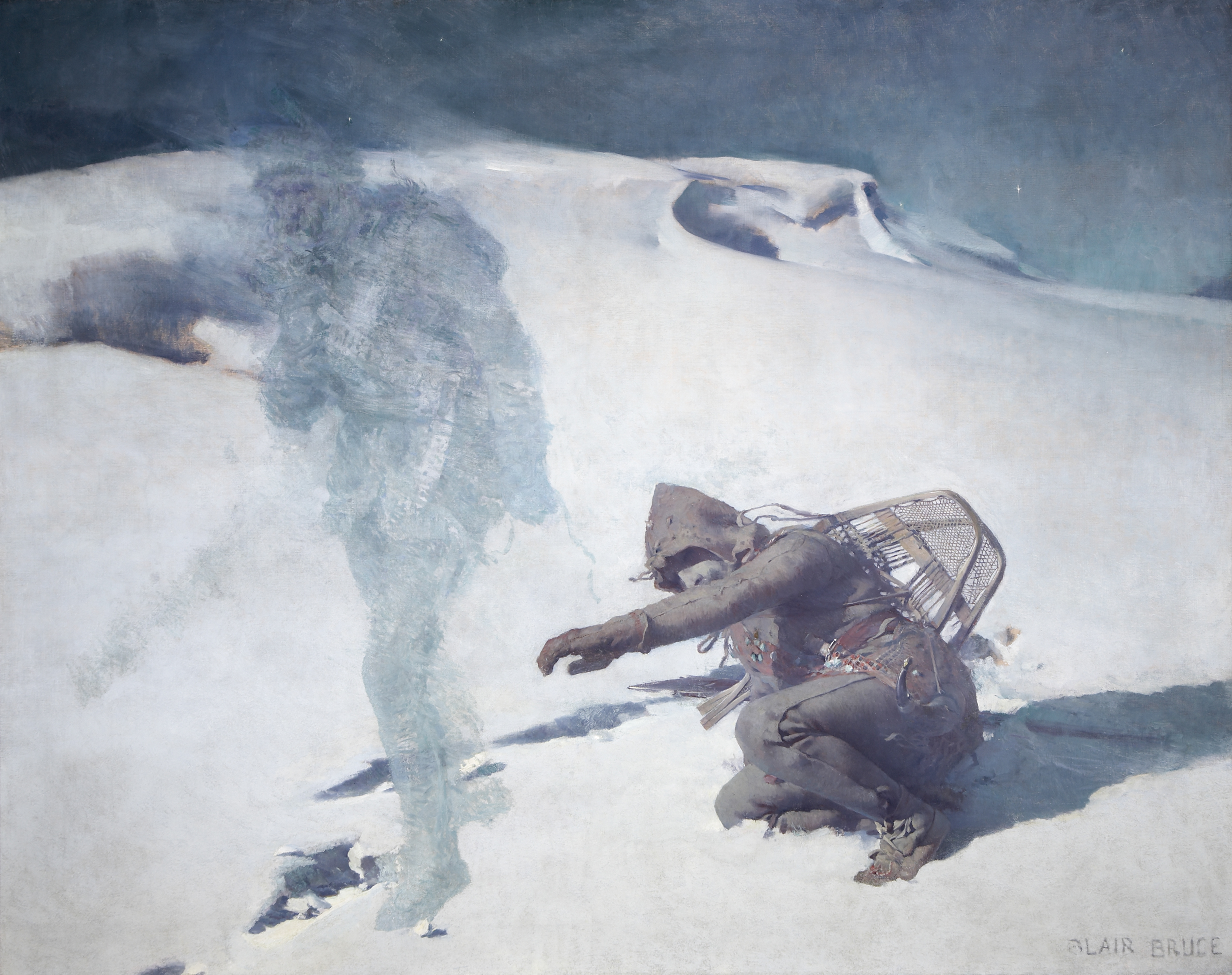
The Phantom Hunter
William Blair Bruce, 1888
151,1 × 192,1 cm
Öl auf Leinwand
Art Gallery of Hamilton, Hamilton (Ontario)

The Phantom Hunter (deutsche Titel: Phantomjäger oder Schneephantom) ist ein Gemälde des kanadischen Malers William Blair Bruce aus dem Jahr 1888. Das in Öl auf Leinwand gemalte Bild hat die Abmessungen 151,1 × 192,1 cm. Es zeigt einen Jäger in einer Schneelandschaft, dem ein Geist erscheint. Als literarische Vorlage diente das Gedicht Walker of the Snow des Schriftstellers Charles Dawson Shanly. Bruce versuchte mit diesem typisch kanadischen Thema im jährlichen Pariser Salon das Publikum und die Kritiker zu überzeugen. Heute ist das Bild sein bekanntestes Werk. Das Gemälde gehört zur Sammlung der Art Gallery of Hamilton.

## Bildbeschreibung
Das Gemälde The Phantom Hunter zeigt eine nächtliche Winterlandschaft mit zwei Figuren. Auf die Schneelandschaft scheint von oben links das Licht des Mondes, worauf ein rechts zu sehender Schatten schließen lässt. Trotz nächtlicher Stunde ist der Schnee leuchtend hell und hat eine Oberfläche, deren Farbspektrum von Weiß über Rosa bis zu Blaugrau reicht. Zum Horizont hin erheben sich hügelige Schneeformationen, bei denen es sich um schneebedeckte Anhöhen oder um Schneeverwehungen handeln könnte. Hierbei sind im Schnee Überhänge, Grate und kleine Einschnitte zu sehen. Am oberen Bildrand hebt sich von den Schneeformationen kontrastreich ein nachtblauer Himmel ab, der trotz leichten Dunstes einzelne Sterne erkennen lässt.
Etwas rechts von der Bildmitte ist im Bildvordergrund ein Mann in graubrauner Kleidung zu sehen, der seitlich von vorn gezeigt wird. Die Figur ist im Stil des Realismus ausgeführt und zeigt zahlreiche Details. Hierzu gehören beispielsweise verschiedene Nähte und Bänder an der Kleidung, ein Messergriff, eine mit bunten Mustern versehene rötliche Umhängetasche und die auf den Rücken geschnallten Schneeschuhe mit ihrem Holzrahmen und dem markanten Flechtwerk. Seine gesamte äußere Erscheinung kennzeichnet ihn als Trapper, einen nordamerikanischen Jäger. Er hat eine halb kniende und halb hockende Position eingenommen, bei der das rechten Knie und der Unterschenkel im Schnee liegen. Das linke Bein ist angewinkelt und auf den vorderen Teil des Fußes abgestützt. Der Oberkörper des Mannes ist stark zur rechten Seite geneigt, was auf einen Sturz hindeuten könnte. Möglicherweise hält er mit der im Bild nicht sichtbaren rechten Hand einen hinter ihm liegenden Stock fest. Sein linker Arm ist nach vorn ausgestreckt und zeigt mit der behandschuhten Hand auf die links neben ihm stehende zweite Figur. Dabei verdeckt der Arm Teile seines Gesichts, insbesondere die Mundpartie. Auch die Augen des Mannes sind nicht zu erkennen, da sie im Schattenbereich einer über den Kopf gezogenen Kapuze liegen. Da nur die Partie von Nase und linker Wange deutlich beleuchtet sind, ist ein Gesichtsausdruck kaum auszumachen.
In der linken Bildhälfte befinden sich im Schnee Fußspuren, die sich vom unteren Rand in einem Bogen hin zum Jäger erstrecken. Neben diesen Spuren ist auf dem Schnee eine aufrechte Figur zu sehen, die vom kauernden Jäger in Richtung des linken Bildrandes wegzugehen scheint. Er trägt eine ähnliche Kleidung wie der im Schnee kauernde Jäger. Diese zweite Person ist durch eine skizzenhafte Ausführung in blaugrauer Zeichnung nur schemenhaft zu erkennen. Sie erscheint wie ein Geist. Verschiedene Autoren sehen in der stehenden Figur angesichts der Ähnlichkeit mit dem gestürzten Mann den Trapper selbst. Demnach beschreibt die geheimnisvolle Situation den Todesmoment, in dem die Seele des Jägers den Körper verlässt. Bruce kombinierte im Bild mit der realistischen Ausführung des Jägers und der skizzenhaften Erscheinung des Geistes unterschiedliche Stilmittel und verband im Gemälde mit Personendarstellung und Landschaftsbild zwei sein Werk kennzeichnende Bildformen. Das Bild ist unten rechts mit „BLAIR BRUCE“ signiert.

## Ein kanadisches Bild
William Blair Bruce malte The Phantom Hunter 1888 in Frankreich, wo er sich seit mehreren Jahren aufhielt. Ein amerikanischer Freund hatte ihm dort ein Buch geliehen, in dem das 1867 veröffentlichte Gedicht The Walker of the Snow enthalten war. Das Gedicht diente Bruce als Vorbild für sein Gemälde The Phantom Hunter. Die Geschichte des heute weitestgehend vergessenen Schriftstellers Charles Dawson Shanly (1811–1875) ist im Norden Kanadas angesiedelt und geht möglicherweise auf mythologische Überlieferungen der Ojibwa oder der Cree zurück. Shanly beschreibt in diesem Gedicht mit 16 Strophen, wie ein Jäger allein eine unwirkliche Schneelandschaft durchquert, in eine Notsituation gerät und dem Tod begegnet. Im Bild hält Bruce die Situation fest, wie sie in etwa in Strophe 13 beschrieben wird:
(Original der 13. Strophe)

Then the fear-chill gathered o’er me,

  Like a shroud around me cast,

As I sank upon the snow-drift

  Where the Shadow Hunter passed.
(sinngemäße Übersetzung)

Dann erfasste mich die Angst-Kälte,

  umgab mich wie ein Leichentuch,

als ich auf die Schneewehe sank

  schritt der Schattenjäger vorbei.
Mit einem typisch kanadischen Thema (Canadiana) wollte Bruce die Jury des jährlichen Pariser Salons und die Kritiker von seinem Schaffen überzeugen. Zudem kam er mit dem Motiv den patriotischen Forderungen der kanadischen Presse nach, die Künstler des Landes sollten sich mit Themen ihrer Heimat beschäftigen. Die notwendigen Requisiten wie die Schneeschuhe und die Kleidung des Jägers ließ sich Bruce von seinen Eltern aus Kanada schicken. Er nannte das Bild zunächst The Phantom of the Snow (Canadian Legend), wie aus einem Brief an seinen Vater hervorgeht. Im Katalog des Pariser Salons von 1888 war es verkürzt als Phantom of the Snow ausgestellt. Trotz des für das europäische Publikum exotischen Themas fand das Gemälde in Europa kaum Beachtung. In Kanada hingegen wurde das Bild von der Presse gelobt. So schrieb die in Hamilton erscheinende Evenening Times unter dem Titel „A Candian Artist Abroad“, das Gemälde sei „well spoken of by the art jury“ (sinngemäß: von der Jury gut besprochen) worden. 1890 erschien eine ganzseitige Reproduktion des Gemäldes in der kanadischen Zeitung The Dominion Illustrated, in der sich zudem ein Abdruck des Gedichtes The Walker of the Snow von Shanly befand. In der Folgezeit bekam das Gemälde The Phantom Hunter eine ikonische Bedeutung in der kanadischen Selbstfindung als „Canada-as-North“, als Nation im Norden Amerikas.

## Provenienz
The Phantom Hunter blieb bis zum Tod von Willam Blair Bruce im Jahr 1906 im Besitz des Malers. Danach erbte seine Witwe Carolina Benedicks-Bruce das Gemälde mit dem gesamten künstlerischen Nachlass ihres Mannes. Sie stiftete The Phantom Hunter mit 28 weiteren Gemälden ihres Mannes seiner Heimatstadt Hamilton in der kanadischen Provinz Ontario. Diese Bruce Collection bildete den Grundstock der heutigen Art Gallery of Hamilton.